# 버터플라이 밸브

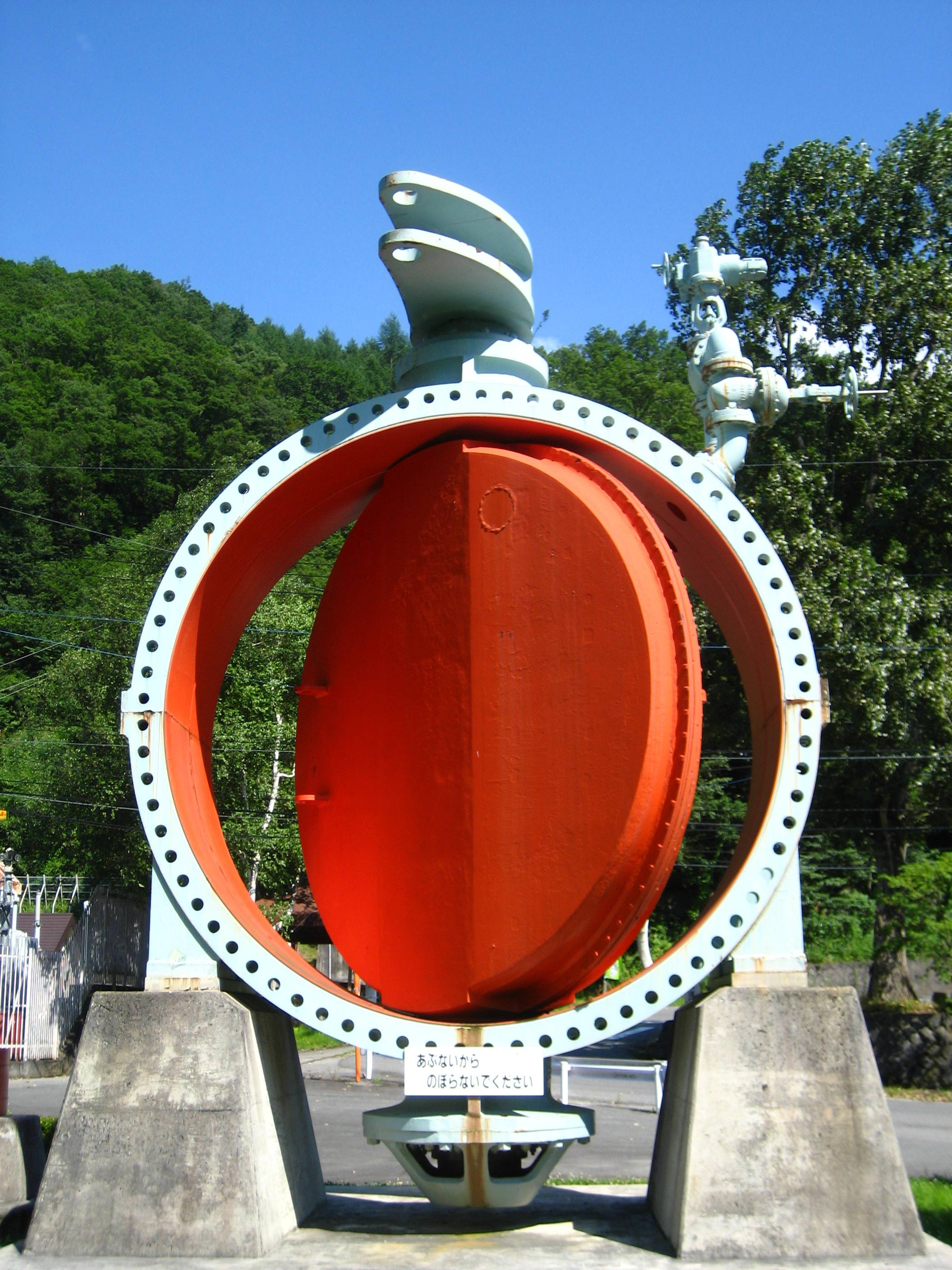
일본 수력발전소에 사용되는 대형 버터플라이 밸브

버터플라이 밸브(butterfly valve)는 유체의 흐름을 차단하거나 조절하는 밸브이다. 닫는 메커니즘은 회전하는 디스크이다.

## 작동 원리
작동 방식은 볼 밸브와 유사하여 빠르게 닫을 수 있다. 버터플라이 밸브는 다른 밸브 디자인보다 비용이 저렴하고 무게가 가벼워 지지대가 덜 필요하기 때문에 일반적으로 선호된다. 디스크는 파이프 중앙에 위치한다. 막대가 디스크를 통과하여 밸브 바깥쪽에 있는 액추에이터로 연결된다. 액추에이터를 돌리면 디스크가 유체 흐름에 평행 또는 수직으로 회전한다. 볼 밸브와 달리 디스크는 항상 유체 흐름 내에 존재하기 때문에 열려 있어도 압력 강하를 유발한다.
버터플라이 밸브는 쿼터 턴 밸브(1/4회전 밸브)라고 하는 밸브 계열에 속한다. 작동 시 디스크를 1/4회전하면 밸브가 완전히 열리거나 닫힌다. "버터플라이"는 막대에 장착된 금속 디스크이다. 밸브가 닫히면 디스크가 회전하여 유체 통로를 완전히 차단한다. 밸브가 완전히 열리면 디스크가 1/4바퀴 회전하여 유체가 거의 제한 없이 통과한다. 또한, 밸브를 점진적으로 열어 유량을 조절할 수도 있다.
다양한 종류의 버터플라이 밸브가 있으며, 각 밸브는 압력과 용도에 따라 다르게 조정된다. 고무의 유연성을 이용하는 제로 오프셋 버터플라이 밸브는 압력 등급이 가장 낮다. 약간 더 높은 압력 시스템에 사용되는 고성능 더블 오프셋 버터플라이 밸브는 디스크 시트와 바디 씰의 중심선(오프셋 1)과 보어의 중심선(오프셋 2)에서 오프셋되어 있다. 이는 작동 중 캠 작용을 일으켜 시트를 씰에서 들어 올려 제로 오프셋 설계에서 발생하는 마찰을 줄이고 마모 경향을 줄인다. 고압 시스템에 가장 적합한 밸브는 트리플 오프셋 버터플라이 밸브이다. 이 밸브에서는 디스크 시트 접촉 축이 오프셋되어 디스크와 시트 사이의 미끄럼 접촉을 사실상 제거한다. 트리플 오프셋 밸브의 경우, 시트는 금속으로 제작되어 디스크와 접촉할 때 완벽한 차단을 달성하도록 가공될 수 있다.

## 이미지

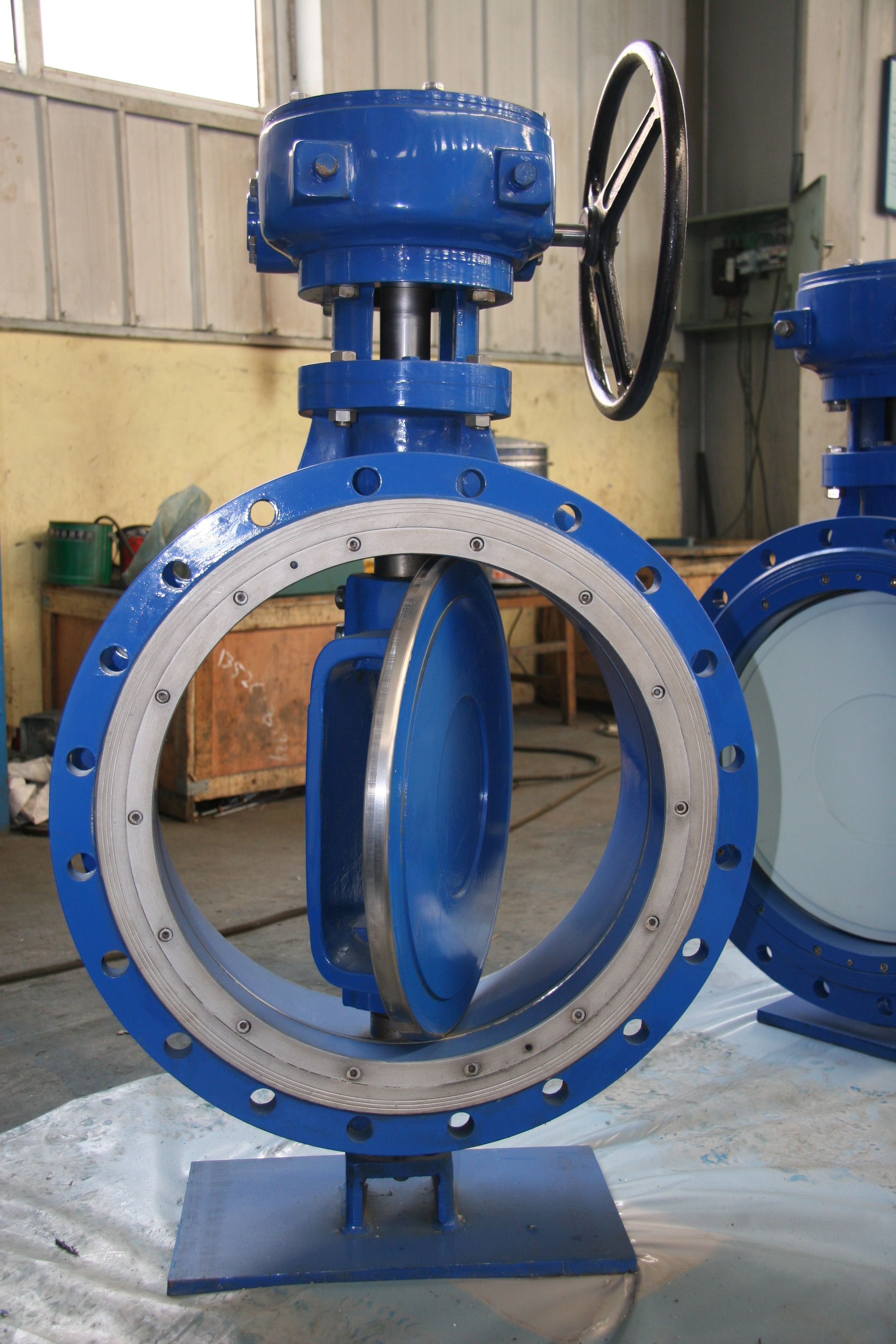
Cast iron butterfly valve
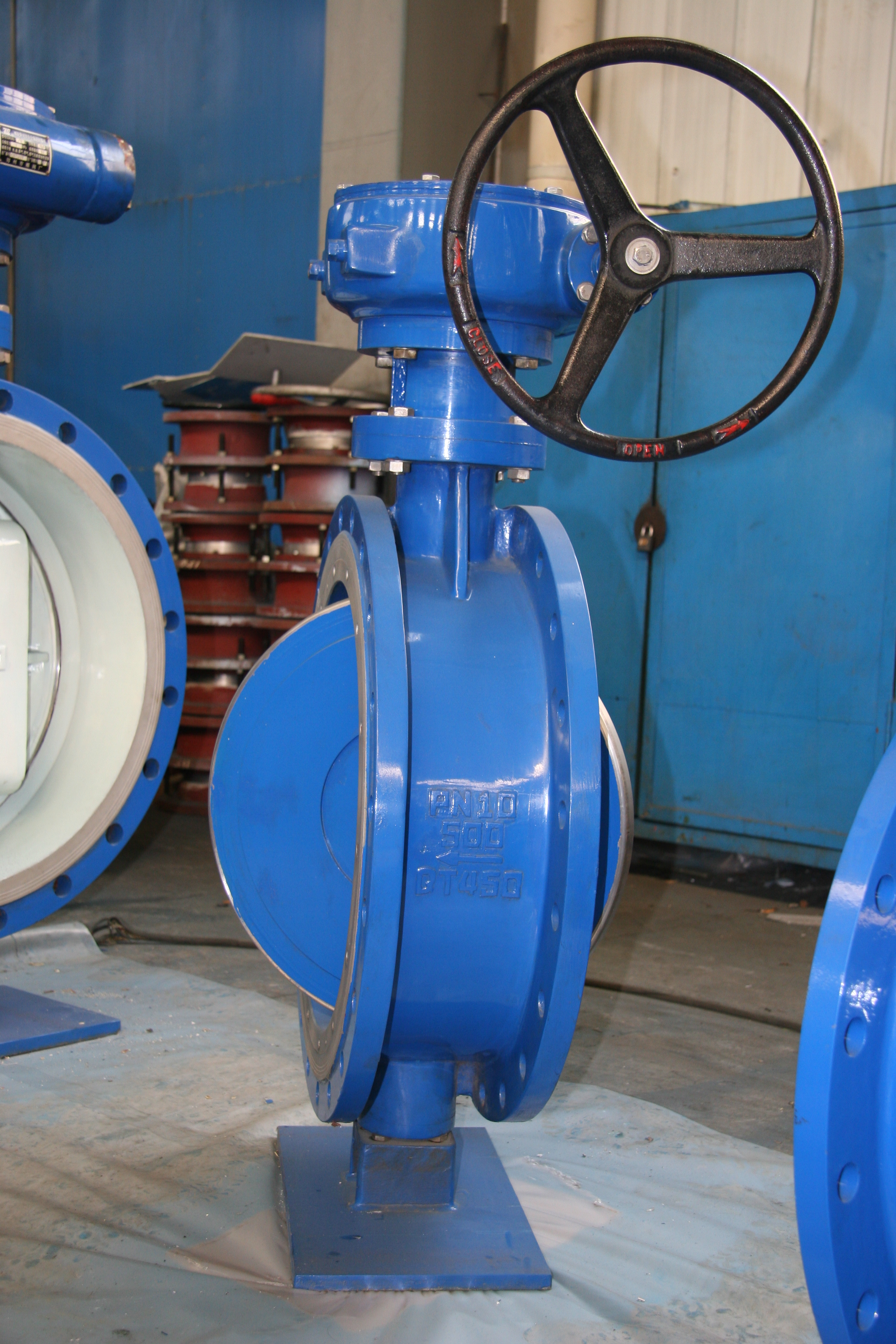
Cast iron butterfly valve
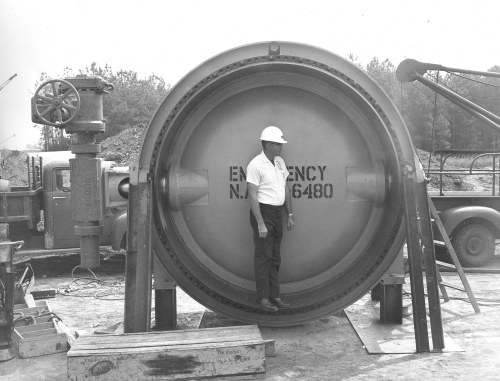
Large butterfly valve
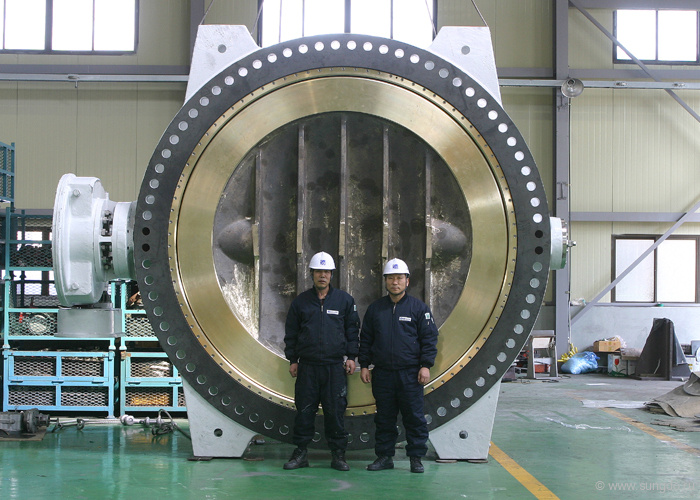
Butterfly valve DN3000

## 같이 보기
- 체크 밸브